# Stenomacrus vitripennis
Stenomacrus vitripennis là một loài tò vò trong họ Ichneumonidae.